# کامیلو د ریزو
کامیلو د ریزو (ایتالیایی: Camillo De Riso؛ ‏ ۲۰ نوامبر ۱۸۵۴ – ۲ ژوئیهٔ ۱۹۲۴) یک هنرپیشه و کارگردان فیلم اهل پادشاهی ایتالیا بود.
از فیلم‌ها یا برنامه‌های تلویزیونی که وی در آن نقش داشته‌است می‌توان به عشق ابدی و مراقب آملیا باش اشاره کرد.